# Сивертсон, Крис
Крис Сивертсон (англ. Chris Sivertson) — американский кинорежиссёр, сценарист и продюсер.. Лауреат премии «Золотая малина» в категории «худшая режиссура».

## Карьера
В 2006 году снял фильм ужасов «Потерянные» (по мотивам книги Джека Кетчама), получивший впоследствии статус культового. Однако изначально широко известным Сивертсон стал, сняв в 2007 году триллер «Я знаю, кто убил меня» с Линдси Лохан в главной роли, несмотря на то, что фильм получил преимущественно негативные отзывы критиков, а также несколько номинаций на «Золотую малину».
В 2016, совместно с Майклом Коди, написал сценарий к фильму «Налётчики». В 2018 выступил ассоциированным продюсером в фильме «План побега 2».